# 我們繼續變革
我们继续变革（羅馬化：Prodalzhavame promyanata，缩写为PP ）是保加利亚的一个中间派政党，原為选举联盟，由基里尔·佩特科夫和Asen Vasilev领导， 两位為哈佛大学毕业的  前看守部长。該黨成立于2021年11月大选之前，並于4月15日正式注册。 